# Allomicythus kamurai
Allomicythus kamurai là một loài nhện trong họ Gnaphosidae. Loài này săn mồi ban đêm trong khi ban ngày thì ẩn mình dưới các tảng đá và lá cây. Cơ thể chúng có hình oval, hẹp và chĩa về phia sau.
Allomicythus kamurai được Hirotsugo Ono miêu tả năm 2009, và chỉ được tìm thấy ở Việt Nam.